# Андрео Чех
Андрео Чех (рум. Andreo Cseh, також András і Andor; 1895–1979) — румунський католицький священик і есперантист.

## Біографія
Народився 12 вересня 1895 року в румунському місті Лудуш.
Есперантист з 1910 року, став католицьким священником в 1919 році. Бувши в Сібіу, в 1920 році він розробив знаменитий метод навчання есперанто Cseh method. З цієї нагоди був запрошений в місто Тиргу-Муреш, де він провів декілька курсів есперанто. Звідти він вирушив до міста Клуж-Напока, де також вів курси і почав організовувати румунський рух есперантистів. Восени 1922 року Андрео Чех вирушив на запрошення Хенріко Фішер-Галаті в Бухарест, з яким заснував румунський есперанто-центр (Esperanto-Centro Rumana). Протягом двох років він просував есперанто і навчав йому в Бухаресті та прилеглих містах.

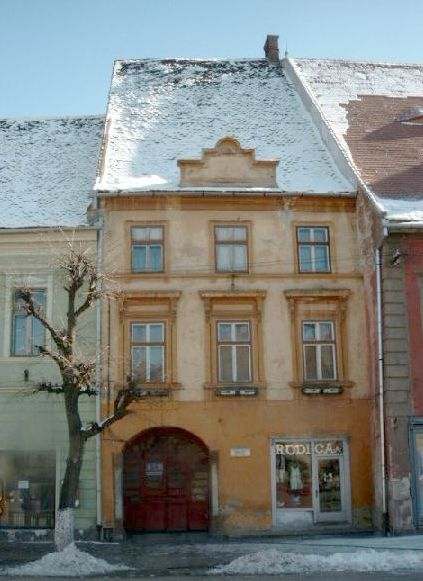
Будинок в Сібіу, де жив Чех

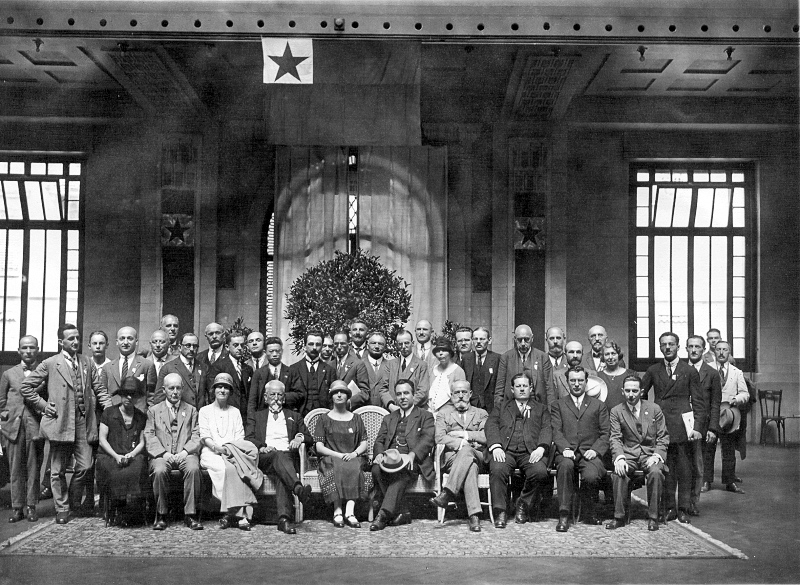
Учасники Всесвітнього конгресу в Женеві, 1925 рік

Починаючи з 1921 року, Чех був делегатом Всесвітньої асоціації есперанто. У 1924 році його єпископ Majláth дозволив Чеху повністю присвятити себе поширенню есперанто. У тому ж році він став секретарем комітету Internacia Centra Komitato і відвідував різні країни світу для поширення есперанто. Брав участь в організації Всесвітніх конгресів есперантистів в Женеві в 1925 році, в Данцигу в 1927 році і в Будапешті в 1929 році.
Восени 1927 року мер Стокгольма запросив його вести курси есперанто в Швеції, в тому числі у шведському парламенті. 1929 року з'явилися перше друковане видання його курсу у вигляді книги, написаної і виданої в Стокгольмі. Потім Андрео Чех вів курси есперанто в Естонії, Франції, Німеччини, Латвії, Нідерландах, Норвегії, Польщі та Швейцарії, назавжди залишившись в Нідерландах в 1930 році. Скрізь його курси мали великий успіх, викликавши попит на вивчення есперанто у багатьох країнах. Протягом багатьох років Чех очолював міжнародні школи для викладачів есперанто спочатку в Будапешті (1929), а потім в Арнемі. У 1930-х роках Андрео Чех кілька разів з викладацькою метою відвідував Берлін. 24 травня 1930 року він разом з Юлією Ісбрюкер та її чоловіком заснували Міжнародний есперанто-інститут. У 1932 році він заснував і став головним редактором есперанто-журналу La Praktiko, який видавався до 1970 року.
В кінці життя Андрео Чех знову став священником.
Помер 9 березня 1979 року в Гаазі.